# Constituția Finlandei
Constituția Finlandei (în finlandeză: Suomen perustuslaki) este sursa supremă a dreptului național al Finlandei. Acesta definește baza, structurile și organizarea guvernului, relația dintre diferitele organe constituționale și stabilește drepturile fundamentale ale cetățenilor finlandezi și ale persoanelor în general. Actul Constituției a fost adoptat în 1919, la scurt timp după ce Finlanda și-a declarat independența în 1917. Actualul proiect a intrat în vigoare la 1 martie 2000.
Până în anul 2000, Finlanda nu avea o constituție unică, ci un set de patru acte fundamentale care reglementau funcționarea statului: legea formei de guvernământ, legea parlamentului, legea privind responsabilitatea ministerială și legea drepturilor fundamentale. Necesitatea revizuirii constituției a fost explicată prin faptul că în majoritatea țărilor europene prevederile constituționale sunt cuprinse de un singur act, pe când Finlanda avea patru ceea ce îngreuna procesul de înțelegere unitară și clară a prevederilor. În 2000, aceste legi au fost reunite într-o singură constituție. 

## Structură
Constituția este structurată în 131 de secțiuni, grupate în 13 capitole:
1. Dispoziții fundamentale
2. Drepturi și libertăți fundamentale
3. Parlamentul și reprezentanții
4. Activitatea parlamentară
5. Președintele Republicii și Guvernul
6. Legislația
7. Finanțele statului
8. Relațiile internaționale
9. Administrarea justiției
10. Supravegherea legalității
11. Administrație și autoguvernare
12. Apărare națională
13. Dispoziții finale

## Principalele dispoziții

### Dispoziții fundamentale
Capitolul introductiv reafirmă statutul Finlandei ca Republică suverană, inviolabilitatea demnității umane și a drepturilor individului, precum și suveranitatea poporului finlandez. De asemenea, afirmă principiul democrației reprezentative și poziția Parlamentului ca cel mai înalt organ de guvernare, separația puterilor, independența instanțelor și principiul guvernării parlamentare.
Dispozițiile referitoare la drepturile constituționale sunt aliniate la Convenția Europeană a Drepturilor Omului, inclusiv drepturile educaționale, sociale și economice, pe lângă libertățile politice. Obligațiile internaționale privind drepturile omului din Finlanda sunt stabilite ca cea mai înaltă normă juridică a legii, chiar mai presus de constituție.

### Dispoziții privind organele constituționale
Constituția stabilește un sistem parlamentar de guvernare:
- Parlamentul Finlandei (Capitolul 3),
- un Guvern format din Prim-ministru și miniștrii (Capitolul 5),
- un Președinte al Republicii ales prin vot direct,
- un sistem judiciar independent, împărțit în două ramuri: una generală și una administrativă.

### Parlamentul
Unul dintre principalele obiective ale procesului de reformă constituțională a fost de a îndepărta Finlanda de la un sistem semiprezidențial și mai departe în direcția unui sistem parlamentar de guvernare. În consecință, noua Constituție întărește poziția Parlamentului ca cel mai înalt organ de guvernare și facilitează desfășurarea activității legislative, fără a introduce schimbări fundamentale în organizarea și procedurile parlamentare.
Principalele modificări includ:
- Alegerea și numirea Prim-ministrului de către Parlament, în timp ce Președintele numește ceilalți miniștri doar la recomandarea acestuia. În sistemul semiprezidențial, întregul cabinet era numit de Președinte.
- Dizolvarea Parlamentului rămâne o prerogativă a Președintelui, dar acesta poate lua decizia doar la propunerea Prim-ministrului, nu din proprie inițiativă.
- Parlamentarii au dreptul să primească informații de la autorități, cu excepția informațiilor clasificate sau legate de pregătirea bugetului de stat.
- Numărul lecturilor necesare pentru adoptarea unei legi în plen s-a redus de la trei la două.
- Oficiul Național de Audit, care monitorizează gestionarea finanțelor publice, a fost mutat de sub tutela Ministerului Finanțelor și transformat într-o instituție independentă, aflată sub autoritatea Parlamentului.

### Președintele Republicii și Guvernul
Principalele schimbări ale noii Constituții vizează reglementarea procesului decizional al Președintelui Republicii și formarea Guvernului.
- Puterile Președintelui au fost limitate prin atribuții decizionale clar definite, iar rolul Guvernului în procesul decizional prezidențial este consolidat.
- Dreptul de a introduce și retrage proiecte de lege a trecut de la Președinte la Guvern, inclusiv în domeniul afacerilor externe.
- Prim-ministrul este desemnat de Parlament. Președintele intervine doar dacă grupurile parlamentare nu reușesc să ajungă la un acord asupra unei coaliții guvernamentale și a unui candidat pentru funcția de Prim-ministru.

### Delegarea puterii legislative
Conform articolului 80, o problemă poate fi reglementată prin decret doar dacă acest lucru este autorizat explicit printr-o lege. Principiile care guvernează drepturile și obligațiile cetățenilor, precum și alte aspecte de natură legislativă, trebuie să fie reglementate prin acte legislative, nu prin decrete guvernamentale.
Constituția deleagă și anumite aspecte ale legislației ordinare. Aceste legi nu sunt considerate constituționale, deși reglementează drepturi fundamentale. Un exemplu este obligația universală de a participa la apărarea națională reglementată în articolul 127, care stipulează:
„Fiecare cetățean finlandez este obligat să participe sau să sprijine apărarea națională, conform prevederilor unei legi.
Prevederile privind dreptul la exonerare din motive de conștiință de la serviciul militar sunt stabilite printr-o lege.”—Constituția Finlandei